# Корнилов, Николай Михайлович
Николай Михайлович Корнилов — советский хозяйственный, государственный и политический деятель. Николай Михайлович Корнилов — один из основателей 2-Нерюктяйинской средней школы, кавалер двух орденов Ленина, Заслуженный учитель школ РСФСР, ЯАССР, отличник народного просвещения. Он автор первого букваря для ликбеза, старейший директор 2-й Нерюктяйинской средней школы, вложивший весомый вклад в основание материальной базы школы и отдавший 50 лет своей жизни, всю энергию, знание делу воспитания и обучения подрастающего поколения.

## Биография
Первый советский учитель, Заслуженный учитель Якутской АССР, Заслуженный учитель школы РСФСР, отличник народного просвещения, кавалер двух орденов Ленина. Педагогический стаж 50 лет.
Родился в 1889 г. в селе Кыллах Олекминского улуса. Учился в церковно-приходской школе в с. Кыллах, в Олекминском высшем начальном училище. По окончании Иркутской учительской семинарии с 1909 г. учительствовал в церковно-приходской школе г. Олекминска. В 1912—1915 гг. учился в Иркутском учительском институте. До 1919 г. — учитель и заведующий высшим начальным училищем. В 1923 г. едет в Москву для продолжения образования в Академии коммунистического воспитания им. Н. К. Крупской. После окончания факультета крестьянской молодежи получил квалификацию преподавателя естествознания с организационным уклоном.
По приезде в Олекминский район основал 2-Нерюктяйинскую школу крестьянской молодёжи, которой руководил до 1945 г. Главным достижением в эти годы было создание трудовой школы, где были подсобное хозяйство, скотный двор, слесарно-кузнечная мастерская. Всюду учащиеся работали сами, получая рабочие и сельскохозяйственные профессии. По инициативе Николая Михайловича в школе созданы учебные кабинеты. Он активно привлекал ребят к общественной работе, развивая в детях способность к самоуправлению. Непосредственно под его руководством работали учком, комсомольская организация. Хорошо были поставлены спортивная работа, художественная самодеятельность. Её активным участником был сам Николай Михайлович.
Несмотря на загруженность, учитель занимался научной работой: собирал ценные материалы по фольклору, краеведению и посылал их в Институт языка, литературы и истории.
При содействии Кундэ и в соавторстве с А. С. Григорьевым Н. М. Корнилов написал первый букварь для ликбеза.
Корнилов Н. М. неоднократно избирался депутатом сельского и районного Советов народных депутатов. В 1950 г. избран депутатом Верховного Совета СССР, первым депутатом от Якутии.
Продолжателями просветительской деятельности Н. М. Корнилова стали его дети, внуки и правнуки. Уже четвёртое поколение учительской династии Корниловых работает в родной школе.
Имя Николая Михайловича Корнилова занесено в Республиканскую Книгу Почета и в I том педагогической энциклопедии.